# Колпь (приток Ушны)
Колпь — река во Владимирской области России, левый приток Ушны. Протекает по территории Ковровского, Селивановского и Муромского районов. Исток находится юго-восточнее посёлка Красный Маяк, устье — у посёлка Кондраково. Длина — 82 км, площадь водосборного бассейна — 1530 км².
До железнодорожного моста (ветка от ст. Волосатая к ст. Нерудная) постоянное русло отсутствует. В межень питание ключевое. Долина реки Колпь почти на всем протяжении (от административной границы Ковровского района до шоссейного моста близ Красной Горбатки) включена в государственный комплексный заказник «Колпь».
На реке расположен посёлок Красная Горбатка (8478 жителей).

## История названия
Как гласит легенда:
…Когда Илья Муромец спустился к реке, то удивился, что вода  в ней казалась белой, как перья птицы Колпь, с тех пор река эта и стала называться: «Река Колпь»…

## Данные водного реестра

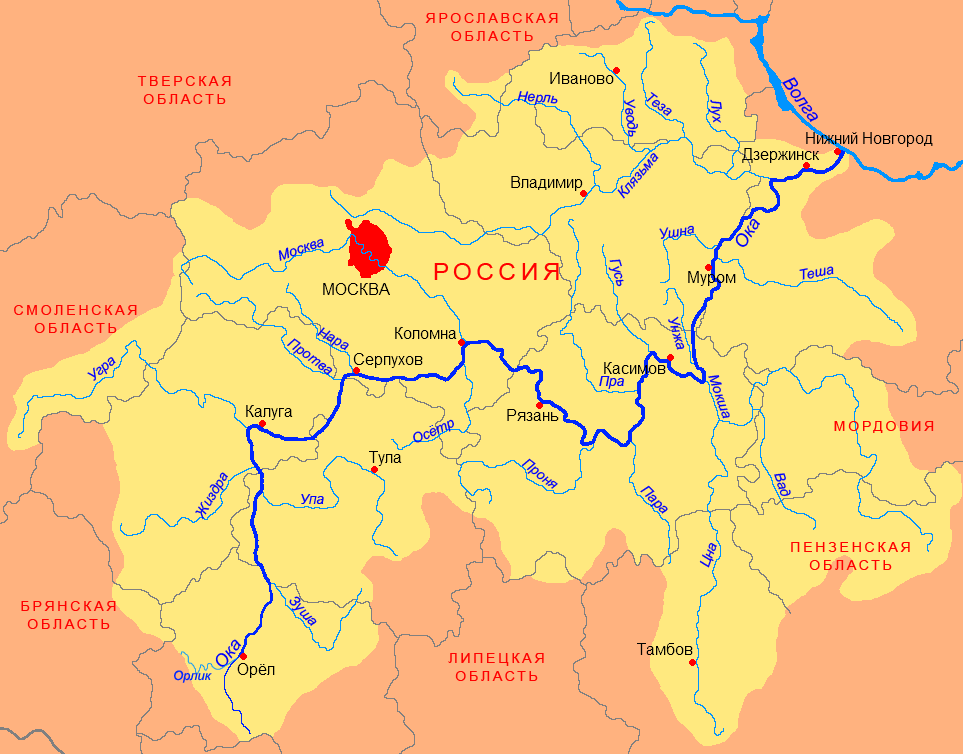
Бассейн Оки

По данным государственного водного реестра России относится к Окскому бассейновому округу, водохозяйственный участок реки — Ока от города Муром до города Горбатов, без рек Клязьма и Тёша, речной подбассейн реки — бассейны притоков Оки от Мокши до впадения в Волгу. Речной бассейн реки — Ока.
Код объекта в государственном водном реестре — 09010301212110000030943.

### Притоки (км от устья)
- 6,8 км: река Тетрух (Кастонь) (лв)
- 9 км: река Кестромка (лв)